# Lettere a nessuno
Lettere a nessuno è un saggio scritto da Antonio Moresco tra il 1981 e il '91, pubblicato nel 1997 per la Bollati Boringhieri, e poi nel 2008 da Einaudi ampliato con una seconda parte, scritta tra il 2006 e il 2007. Il saggio è una raccolta disordinata di pensieri collegati alla stesura del romanzo Gli Esordi e di lettere mai spedite e mai ricevute in cui si possono ripercorrere gli incontri letterari di Antonio Moresco negli anni '81-'91 e 2006-2007.

## Contenuti
Il libro è un saggio di 728 pagine diviso in due parti. La prima corrisponde alla stesura pubblicata nel 1997 da Bollati Boringhieri e contiene undici capitoli (ciascuno intitolato con un anno tra l' '81 e il '91). La seconda parte, che riguarda gli anni 2006 e 2007, è presente nella seconda edizione del 2008 di Einaudi e contiene solo due capitoli.

### Prima parte
Antonio Moresco riunisce in questa parte i suoi sforzi letterari nella pratica della scrittura degli Esordi, che era costretto a svolgere di notte, e i suoi incontri letterari o amicali di quegli anni: su tutti Maria Corti, che lo aiuterà a emergere, e a rendere noti i suoi romanzi. Scrive brevi aforismi scaturiti dalla sua routine di quegli anni, lettere ai suoi scrittori preferiti o odiati, vivi o deceduti: tra tutti Svevo, Moravia, Raboni, Vassalli, Magris. Riporta inoltre alcune sue lettere a case editrici, lettere fittizie, indirizzate, tra gli altri, ad Adelphi e Gallimard. Testimonia i suoi incontri più belli o dolorosi di quegli anni di tipo letterario ed extra-letterario, i suoi viaggi, e gli incontri connessi alla sua direzione della rivista Nazione Indiana. 
Mostra anche alcuni metodi usati nella stesura degli Esordi attraverso elenchi puntati delle operazioni da svolgere per la loro scrittura sia con disegni e schemi grafici. 
Contiene inoltre considerazioni su Salgari, sul marxismo e su altri libri che Moresco lesse durante la stesura degli Esordi. 

### Seconda parte
La seconda parte, lunga quanto la prima (circa quattrocento pagine), riguarda gli anni 2006 e 2007 in cui gli incontri letterari dell'autore si fanno più frequenti e proficui e in cui Moresco conosce Carla Benedetti che lo aiuta ad acquisire grande notorietà. Contiene inoltre lettere fittizie a Elizabeth Taylor, appunti su Pasolini e Dostoevskij e un duro attacco, lungo diverse pagine, al collega Giuseppe Genna. 

## Biografia
- Antonio Moresco, Lettere a Nessuno, Trento, Einaudi Stile Libero Big, 2008.